# Society for Conservation Biology
The Society for Conservation Biology (SCB) (dt. Gesellschaft für Naturschutzbiologie) ist eine internationale Fachgesellschaft mit dem Ziel Wissenschaft und Praxis für den Schutz der biologischen Vielfalt zu verbessern.

## Ziele der Gesellschaft
Die SCB als Fachgesellschaft hat folgende Ziele:
- Förderung der Etablierung und Verbreitung von Naturschutzwissenschaft
- Verbesserung der Anwendung von naturschutzwissenschaftlichen Erkenntnissen in der Praxis, der Politik und der Bildung
- Förderung von Ortsgruppen und thematischen Gruppen, um lokale und internationale Projekte zu unterstützen

Dazu veranstaltet die Gesellschaft Konferenzen oder schreibt politische Stellungnahmen auf regionaler Ebene aber auch für die Biodiversitätskonvention, IPBES, die gemeinsame europäische Agrarpolitik oder das EU-Renaturierungsgesetz.

## Geschichte
Der Ursprung der Gesellschaft geht auf die Entstehung des Fachgebiets als eigenständiges Fach in den 1970er Jahren zurück. Der Begriff Conservation Biology stammt von einer Konferenz von Ökologen und Populationsbiologen im Jahr 1978, deren Beiträge im Buch Conservation Biology – An Evolutionary-Ecological Perspective veröffentlicht wurden. Dieses Buch wurde international sehr einflussreich und verkaufte sich zehntausendfach, einschließlich einer russischen Übersetzung. Bei der zweiten Konferenz zu Naturschutzbiologie diesmal in Ann Arbor an der Universität von Michigan, gründeten unter anderem Michael E. Soulé, Edward. O. Wilson und Thomas Lovejoy die Gesellschaft für Naturschutzbiologie und ersterer wurde Präsident. 1985 waren das Interesse und die Beteiligung groß genug, um eine formelle Gesellschaft zu gründen. Begleitet wurde die Gründung vom einschlägigen Fachartikel von Soulé What is conservation biology? (Was ist Naturschutzbiologie?). Von Anfang an implizierte Naturschutzbiologie nicht nur Naturwissenschaften, sondern auch Soziologie, und sah sich als synthetische, multidisziplinäre Wissenschaft zwischen Grundlagenforschung und angewandter Wissenschaft. Wesentlich für Naturschutzbiologie die Diagnose einer Krise, weshalb Soulé Naturschutzbiologie als Krisendisziplin sah.

## Publikationen und Versammlungen
Die SCB veröffentlicht führende ökologische Fachzeitschriften: seit 1987 Conservation Biology sowie seit 2008 die Open-Access-Zeitschrift Conservation Letters. Außerdem veröffentlicht sie seit 2019 Conservation Science and Practice; eine Zeitschrift mit dem Fokus auf Naturschutzplanung und -politik. Seit 2000 wird das praxisnähere Conservation Magazine (seit 2014 Anthropocene Magazine) herausgegeben und 2001 bis 2006 veröffentlichte die Gesellschaft das Magazin Conservation in Practice.
Die Gesellschaft veranstaltet alle zwei Jahre die wissenschaftliche Fachtagung Internationaler Kongress für Naturschutzbiologie (ICCB, International Congress for Conservation Biology). Alternierend dazu richten die Sektionen ihre kontinentalen Kongresse aus.

## Sektionen, Ortsverbände und Arbeitsgruppen
SCB hat seit 2000 sieben Sektionen: Afrika, Asien, Europa, Lateinamerika & Karibik, Nordamerika, Marine und Ozeanien. Diesen Sektionen sind Ortsverbände angeschlossen: z. B. Sektion Europa: Nordische Länder, Niederlande, Italien, Ungarn, Israel.
Seit 2003 werden thematische Arbeitsgruppen gegründet:
- Sozialwissenschaften (gegründet 2003)
- Süßwasser (2003)
- Religion und Naturschutzbiologie (2007)
- Naturschutzvermarktung (2014)
- Naturschutzgenetik (2016)
- Naturschutztechnologie (2016)
- Partizipation und Bürgerwissenschaft (Citizen Science) (2016)
- Wirkungsanalyse (2023)